# David Porcelijn
David Porcelijn (* 7. Januar 1947 in Achtkarspelen/Provinz Friesland) ist ein niederländischer Dirigent, Musikpädagoge und Komponist.

## Leben
Porcelijn studierte am Koninklijk Conservatorium Den Haag Flöte bei Frans Vester und Komposition bei Kees van Baaren und Jan van Vlijmen. 1970 erhielt er den Kompositionspreis des Konservatoriums. Mit Ton Hartsuiker gründete er das Ensemble M. Er unterrichtete am Rotterdams Conservatorium Orchesterleitung sowie Theorie und Praxis der Musik des 17. und 18. Jahrhunderts. 
Als Dirigent war Porcelijn vorwiegend im Ausland aktiv. In Australien dirigierte er das Orchester des Australian Opera in Sydney und war Chefdirigent des Adelaide Symphony Orchestra und des  Tasmanian Symphony Orchestra, in Dänemark Chefdirigent des Sønderjyllands Symfoniorkester. Außerdem wirkte er als musikalischer Leiter und Dirigent des Nederlands Dans Theater. Er nahm zahlreiche CDs vor allem mit Werken niederländischer Komponisten wie Julius Röntgen, Jan van Gilse, Henk Badings und Hendrik Andriessen auf. bei der Münchener Biennale 1992 wurde er als bester Operndirigent ausgezeichnet.
Nach Anfängen im Stil des Serialismus komponierte Porcelijn 1986 mit dem Symphonic Requiem sein erstes großes Orchesterwerk, das er als sein Opus 1 anerkannte. Parallel entstand seine Sinfonia concertante “The Seven” für Bratsche und Kontrabass solo, Streichquartett und großes Orchester. Für die Flöte solo schuf er eine Reihe kurzer Stücke unter dem Titel Communications for easy flute and modern flutist.